# هجوم وسط ليبيا (2020)
هجوم وسط ليبيا ويُعرف رسميًا باسم دروب النصر، هو عملية عسكريّة أطلقتها حكومة الوفاق الوطني المُعترف بها دوليًا للسيطرةِ على مدينة سرت الاستراتيجيّة و‌قاعدة الجفرة الجوية من يدِ مجلس النواب المدعوم مما يُعرف بالجيش الوطني الليبي.
تُعتبر مدينة سرت مدينةً ذات أهميةٍ استراتيجيةٍ بسببِ موقعها القريبِ من منشآت النفط فضلًا عن ضمّها لعددٍ من الموانئ التي يُنقل عبرها النفط والغاز، كما تُعتبر قاعدة الجفرة الجوية ذات أهمية إستراتيجية بالنسبة لحكومة الوفاق بسببِ موقعها المركزي في فزان والسيطرة عليها يعني بشكلٍ أو بآخر حرمان الجيش الوطني الليبي من التفوّق الجوي فوق وسط ليبيا.
بدأت الحملة في السادس من حزيران/يونيو 2020، وذلك بعدما نجحت قوات الوفاق وبمساعدةٍ من الحليف التركيّ في صدّ قوات حفتر وإجبارِ تلك القوات على التراجعِ فيما بعد.

## خلفية
بعد اندلاع ثورات الربيع العربي، نجحَ الشعب الليبيّ عقبَ مظاهرات عارمة وعقبَ حربٍ شوارعيّةٍ طويلةٍ بين الجيش النظامي وفصائل أخرى في إسقاطِ نظام القذافي رسميًا. دخلت البلادُ بعدها في حربٍ أهليةٍ أولى انتهت سريعًا، قبل أن تشتعل حربٌ أهليّة ثانيّة في عام 2014 لم تنتهِ بعد. بحلول عام 2016 بدأت بوادرُ الانقسام في ليبيا بالظهورِ حيثُ سيطر مجلس النواب الذي يتخذ من مدينةِ طبرق مقرًا له على الشرق الليبي بينما سيطرت حكومة الوفاق الوطني على العاصِمة طرابلس وعلى غرب ليبيا.
ظهر في نفسِ العام المشير خليفة حفتر الذي وحّد تحت إمرتهِ جيشًا كوّنه من بقايا جيش القذافي والمرتزقة وأطلق عليهِ لقبَ الجيش الوطني الليبي وذلك بمساعدةٍ وتمويلٍ من بعض الدول وعلى رأسها روسيا و‌الإمارات العربية المتحدة و‌فرنسا. حظي هذا الجيشُ بدعمِ مجلس النواب كنوعٍ من إضفاءِ الشرعيّة فيما استفاد هذا الأخير من الدعم العسكري لذلك الجيش. في المُقابل؛ حظيت حكومة الوفاق بالاعترافِ الدولي وباعترافِ مجلس الأمن التابع للأمم المتحدة — عقب عشرات المؤتمرات السياسيّة — كما اعتُبرت الحكومة الشرعيّة للبلاد لكنّ مجلس النواب في طُبرق جادل ويُجادل بأنّه الحكومة الشرعيّة وأن الوفاق ليست كذلك.
بحلول نيسان/أبريل من عام 2019 شنّت القوات التابعة لحفتر عملية عسكريّة بغرضِ السيطرة على العاصمة طرابلس من يدِ حكومة الوفاق، وقال حفتر حينها إنّ الهدف من هذه العمليّة هو «توحيد ليبيا كلها وتطهيرها من الإرهاب.» بعد أربعة عشر شهرًا من القتال، نجحت حكومة الوفاق في قلبِ التوقعات حيثُ فرضت سيطرتها على كامل طرابلس وطردت في الرابع من حزيران/يونيو 2020 قوات حفتر بالكاملِ من المدينة. لم تتوقّف قوات حكومة الوفاق في الدّفاع فقط بل انتقلت للهجوم حيثُ شنّت هجومًا مضادًا نجحت فيهِ في طردِ قوات حفتر من عددٍ من المناطق والمدن إلى أن وصلت الوسط الليببي وتحديدًا على مشارف مدينة سرت الاستراتيجيّة والتي تُحضّر للدخول لها بعد فشل الحلّ السياسي غير الرسميّ.

## الخطّ الزمني
5 يونيو
استعادت حكومة الوفاق الوطني معظم الأراضي في شمال غرب ليبيا التي استولى عليها الجيش الوطني الليبي خلال هجوم 2019-2020 على طرابلس.
6 يونيو
شنت قوات حكومة الوفاق الوطني هجومً لاستعادة سرت التي يسيطر عليها الجيش الوطني الليبي في معركة سرت (2020).
7 يونيو
تدخل قوات حكومة الوفاق الوطني سرت. ومع ذلك، أدى هجوم مضاد للجيش الوطني الليبي باستخدام طائرات بدون طيار ومدفعية إلى دفع المهاجمين إلى الخلف، مما أدى إلى وقوع خسائر فادحة في صفوف مقاتلي حكومة الوفاق والمرتزقة السوريين. ووفقًا لمصادر ليبية وبلغارية، فإن غارة جوية شنت من طائرة مجهولة، ربما من طراز ميج 29، دمرت قافلة عسكرية تركية، وتركت إصابات (بما في ذلك الجنود الأتراك والمتمردين السوريين) وأوقفت تقدم قوات حكومة الوفاق.
8 يونيو
قالت القوة التابعة لحكومة الوفاق الوطني إنها سيطرت على منطقتين في ضواحي سرت.
9 يونيو
رفضت حكومة الوفاق الوطني اقتراح وقف إطلاق النار الذي عرضته مصر.
11 يونيو
تمكن الجيش الوطني الليبي من إبطاء تقدم الجيش الوطني الليبي باتجاه سرت، باستخدام القوة الجوية.

## ما بعد الهجوم
26 يونيو
وفقًا للمؤسسة الوطنية للنفط في البلاد، دخل المرتزقة الأجانب بقيادة مجموعة فاغنر شبه العسكرية الروسية واستولوا على أكبر حقول النفط في ليبيا، حقل الشرارة النفطي في 26 يونيو وسيطروا عليه بالكامل بحلول 27 يونيو.كما استولى المرتزقة على ميناء السدرة النفطي.
4 يوليو
وفي 4 يوليو، استهدفت طائرات حربية «مجهولة» متحالفة مع الجيش الوطني الليبي قاعدة الوطية الجوية. دمرت الضربات الجوية تجهيزات الجيش الوطني الليبي التي جلبتها تركيا. بما في ذلك، الدفاعات الجوية إم آي إم-23 هوك ومنظومة كورال للحرب الإلكترونية المتمركزة في القاعدة.
13 يوليو
في 13 يوليو، حذرت تركيا حفتر أنه، إذا لم ينسحب، سوف تستخدم العمل العسكري ضده. في غضون ذلك، تشارك مصر في مفاوضات مع اليونان حول ليبيا لدعم الجيش الوطني الليبي.
22 يوليو
بدأت مصر في نشر قواتها بعد التحدث إلى البرلمان وهو ما قد يؤدي إلى تصعيد الحرب الأهلية إلى حرب شاملة بين تركيا ومصر.
12 أغسطس
استهدفت القوات الجوية التابعة للجيش الوطني الليبي قافلة مسلحة من المرتزقة المشتبه بهم المدعومين من تركيا التابعين لحكومة الوفاق الوطني فايز السراج في منطقة وادي بك غرب سرت.وبحسب مصادر في الجيش الوطني الليبي، فإن الجماعة كانت تحاول التسلل إلى المدينة لكنها دمرت، دون تقديم تفاصيل عن أعداد المتورطين أو الخسائر.
21 أغسطس
أعلنت كل من حكومة الوفاق الوطني والجيش الوطني الليبي وقف إطلاق النار.

## ردود الفعل الدولية
أدانت حكومة الوفاق الوطني بيان الرئيس المصري، قائلة إنه «عمل عدائي وتدخل مباشر، وهو بمثابة إعلان حرب». لكن أيد عقيلة صالح عيسى، رئيس مجلس النواب الليبي، بيان السيسي ومساعدة مصر ضد حكومة الوفاق الوطني. وقال عيسى لوسائل الإعلام المصرية: «الشعب الليبي يطالب رسميًا مصر بالتدخل في القوات العسكرية إذا كانت ضرورات الحفاظ على الأمن القومي الليبي والأمن القومي المصري تتطلب ذلك». اعترض رئيس وزراء الوفاق الوطني ، فايز السراج ، على اقتراح مصري بعقد اجتماع جامعة الدول العربية لمناقشة الوضع في ليبيا. كما تفقد الرئيس السيسي القوات على الحدود الغربية لمصر مع ليبيا، وقال إن الجيش المصري مستعد للتدخل.
في 22 يونيو، أدان الرئيس الفرنسي إيمانويل ماكرون دور تركيا في دعم حكومة الوفاق الوطني، واصفا إياها بأنها «لعبة خطرة». في نفس اليوم، ظهرت أنباء تفيد بأنه سيتم إرسال الميليشيات السورية إلى ليبيا للقتال مع قوات الجيش الوطني الليبي. وفي اليوم نفسه، التقى قائد القيادة الأمريكية الإفريقية الجنرال ستيفين ج. تاونسند والسفير الأمريكي في ليبيا ريتشارد نورلاند فايز السراج والوفد المرافق له في زوارة بالقرب من الحدود التونسية. في 24 يونيو، التقى وزير الخارجية الإيطالي لويجي دي مايو مع فايز السراج في طرابلس للتشديد على «ضرورة استئناف العملية السياسية وإنهاء التدخل الأجنبي».